# WG Fest
WG Fest — ежегодный фестиваль и выставка интерактивных развлечений для поклонников игр компании Wargaming и членов их семей. В 2016–2018 годах проводился в Центральном выставочном комплексе «Экспоцентр» в Москве. Количество гостей московских WG Fest каждый раз превышало 20 000; за онлайн-трансляцией фестиваля в 2016 году наблюдали 2 000 000 зрителей. В 2019 году организаторы приняли решение объединить WG Fest с фестивалем «День танкиста» и провести его в Минске, где была основана компания Wargaming и располагается ее крупнейший офис разработки. «WG Fest: День танкиста 2019», состоявшийся 15 сентября 2019 года в минском Парке Победы, посетили 250 000 человек из 28 стран мира, а количество зрителей онлайн-трансляции составило 2 600 000.
На WG Fest выступают разработчики World of Tanks, World of Warships, World of Warplanes, World of Tanks Blitz и других игр, разработанных или издаваемых Wargaming, проводятся презентации новых игровых проектов и обновлений, а также финалы киберспортивных турниров, выступают знаменитости и известные музыкальные исполнители.

## WG Fest — 2016
Фестиваль состоялся 17 декабря.
Самые значительные события:
- финал киберспортивного турнира по World of Tanks «Битва чемпионов»; первое место и приз в 80 000 $ завоевала команда Tornado Energy, второе место и 40 000 $ — команда Natus Vincere, 3-е и 4-е места поделили DiNG и Kazna Kru, получившие по 20 000 $ на команду;
- анонс игры «Калибр», тактического командного экшена про спецназ[6];
- гости WG Fest могли пообщаться с Дольфом Лундгреном — лицом рекламной кампании танков Швеции в World of Tanks;
- хедлайнерами фестиваля стали Ёлка, «Каста», «Би-2» и «Мумий Тролль».

## WG Fest — 2017
Фестиваль состоялся 23 декабря. В «Экспоцентре» была развернута игровая зона на 550 компьютеров.
Самые значительные события:
- анонс обновления 1.0 для World of Tanks (вышло в марте 2018 года) с показом игровых карт, полностью переработанных на новом графическом движке Core, и исполнением музыкальных тем из нового саундтрека игры[8];
- финальный матч киберспортивного турнира по World of Tanks «Битва чемпионов. Финальное сражение»; команда Tornado Energy победила команду DiNG со счетом 7:2 и получила главный приз —150 000 $;
- турнир по World of Tanks для гостей с призом в 100 000 рублей, проведенный компанией «Ростелеком»;
- совместное выступление победителей музыкального конкурса ремиксов и каверов Tank Factor с главой жюри — Акирой Ямаокой;
- гости WG Fest могли пообщаться с актерами театра «Квартет И», принимавшими участие в новогодней рекламной кампании World of Tanks;
- хедлайнерами фестиваля стали Елена Темникова, Нейромонах Феофан, Баста и «Ленинград»[9].

## WG Fest — 2018
В 2018 году WG Fest состоялся 15 декабря. В ЦВК «Экспоцентр» были развернуты 28 зон активностей и игровая зона на 450 станций. Фестиваль посетили более 15 000 гостей из 40 стран мира.
Самые значительные события:
- финал турнира «Клановый Суперкубок» по World of Tanks, проводившегося в формате «15 на 15»; команда FAME из клана ROIDS (европейский регион) со счетом 5:4 победила команду TORND из клана TORNADO (регион СНГ)[12];
- суперфинал «народного» турнира по World of Tanks «Дорога на WG Fest с Ростелеком», проводившегося в формате «3 на 3»; команда «Псевдо» победила со счетом 3:2 команду NSS;
- презентация нового проекта, издателем которого станет Wargaming — экшен-RPG Pagan Online, разрабатываемой студией Mad Head Games из Сербии;
- анонс планов разработчиков World of Tanks на 2019 год, включая переработку специальных снарядов, улучшение формирующего команды балансировщика, возвращение режима «Линия фронта» со сражениями в режиме «30 на 30», появление в игре линейки средних танков Швеции и др.;
- анонс планов разработчиков World of Warships на 2019 год, включая добавление в игру британских авианосцев и советских линкоров, переработку класса авианосцев, продолжение работы над классом подводных лодок и др.;
- хедлайнерами фестиваля стали Noize MC, «Звери» и Sabaton.

## WG Fest 2019: День танкиста
«WG Fest 2019: День танкиста» прошел 15 сентября в минском Парке Победы при поддержке Минского городского исполнительного комитета и Вооруженных Сил Республики Беларусь. На территории в 100 га расположились игровая зона World of Tanks PC с более чем 200 станциями, площадка World of Tanks Blitz, демонстрационная зона игры про спецназ «Калибр», более 120 других зон с активностями, более 30 фотозон, 130 точек быстрого питания.
Хедлайнерами «WG Fest 2019: День танкиста» стали «Вопли Видоплясова», «Звери», «Крамбабуля» и The Offspring.
Самые значительные события:
- Клановый суперкубок по World of Tanks в формате «15 на 15», в котором команда [MERCY] МОНИК из региона СНГ победила команду [DE-VI] Delicious Vicious из европейского региона;
- финал международного состязания «Стальной охотник: турнир блогеров» по специальному battle-royale-режиму World of Tanks, победу в котором одержал LeBwa, завоевавший приз в 500 000 российских рублей;
- анонс появления игр сторонних разработчиков в Wargaming Game Center, лончере компании Wargaming (Steel Division 2 от Eugen Systems — с 15 сентября, «Партизаны» от российской инди-студии Alter Games— в 2020 году);
- анонс (на период с 18 сентября по 7 октября) виртуального концерта главного хедлайнера фестиваля, The Offspring, внутри клиента игры World of Tanks;
- ряд анонсов для World of Tanks, включая технологию Ray Traced Shadows (теней с трассировкой лучей), танки со спаренным орудием, расширенную сессионную статистику, а также новый PvE-режим для внутриигрового события на Хеллоуин, разработанный с участием арт-директора первых трех игр из серии Silent Hill Масахиро Ито[15].